# Ajtos
Ajtos (in bulgaro Айтос?) è una città della Bulgaria sudorientale, situata nel distretto di Burgas.
La città è il centro amministrativo del comune omonimo.

## Storia
I resti intorno alla città testimoniano la presenza di nuclei abitativi sin dal Neolitico. Secondo la legenda fu fondata da Aetos (in greco - "aquila"), discepolo e seguace di Orfeo. Nel corso dei secoli Aitos è stata conosciuta sotto diversi nomi - Aetos, Astos, Idos, Aquilia ed altri.

## Località
Il comune è formato dall'insieme delle seguenti località:
- Ajtos (sede comunale)
- Černa Mogila
- Černograd
- Čukarka
- Drjankovec
- Karageorgievo
- Karanovo
- Ljaskovo
- Malka Poljana
- Măglen
- Peštersko
- Pirne
- Poljanovo
- Raklinovo
- Sădievo
- Topolica
- Zet'ovo